# Wikiversity
Die Wikiversity (auf Deutsch auch Wikiversität) ist eine Online-Plattform in Form eines Wikis zum gemeinschaftlichen Lernen, Lehren und Forschen. Sie ist ein Projekt der Wikimedia Foundation und startete am 15. August 2006. Auf Wikiversity werden freie Lernmaterialien (Open Educational Resources) erstellt und gesammelt. Außerdem können dort Lehrveranstaltungen durchgeführt bzw. begleitet werden (E-Learning).

## Geschichte
Wikiversity startete 2003 als eine eigene Abteilung in der englischsprachigen Version des Wikimedia-Projektes Wikibooks. Später kamen weitere solcher Abteilungen in anderen Sprachversionen von Wikibooks hinzu.
Im August 2005 wurde ein deutschsprachiges Wiki unter der Domain de.wikiversity.org eingerichtet; am 16. August 2005 meldete sich dort der erste Benutzer an. Einen Monat später begann auf dem Meta-Wiki der Wikimedia Foundation ein einmonatiges offenes Meinungsbild, in dem darüber abgestimmt wurde, Wikiversity als eigenes Projekt aufzusetzen. Zunächst blieb die deutschsprachige Wikiversity jedoch die einzige Sprachversion unter einer eigenen Domain. Bis zum 24. August 2006 waren dort insgesamt 93 Benutzer angemeldet. Bis zu diesem Zeitpunkt gelang es nicht, das deutschsprachige Projekt auf eine dauerhaft tragfähige Basis zu stellen; zuletzt waren die Aktivitäten in der deutschsprachigen Wikiversity fast vollständig eingeschlafen.
Fast genau ein Jahr nach dem Start der deutschen Sprachversion trat das Wikiversity-Projekt in eine neue Phase ein. Jimbo Wales, Mitgründer der Wikipedia und zu dieser Zeit Vorsitzender der Wikimedia Foundation, kündigte das Projekt in seiner Begrüßungsrede auf der zweiten Wikimania am 4. August 2006 in Boston offiziell an. Auf der Grundlage eines Beschlusses des Kuratoriums der Wikimedia Foundation wurde am 15. August 2006 eine offizielle, auf sechs Monate angelegte Beta-Phase gestartet. Am selben Tag ging auch die englischsprachige Domain en.wikiversity.org online. 
Nur kurze Zeit später, am 25. August 2006, begann der Relaunch des deutschsprachigen Wikiversity-Projektes. Nach einer grundlegenden Neugestaltung der Strukturen und Zieldefinitionen meldeten sich allein in den ersten beiden Monaten nach dem Relaunch knapp 300 weitere Benutzer an. Am 16. Oktober 2006 folgte mit der spanischsprachigen Wikiversity die dritte und am 1. Dezember 2006 mit der französischsprachigen Wikiversity die vierte Sprachversion unter einer eigenen Domain. Am 18. Mai 2007 kam die italienische Sprachversion hinzu und die griechische Sprachversion am 12. Januar 2008. Im Mai 2008 kamen drei weitere hinzu: die japanische, portugiesische und tschechische Wikiversity.
Am 21. Oktober 2007 entschied sich die deutschsprachige Community in einem mehrstufigen Verfahren für „Lernen und Lehren“ als neuem Slogan, der zukünftig Verwendung finden soll. Die englische Wikiversity hatte bereits zuvor Set learning free als Slogan gewählt.
2008 war das deutschsprachige Wikiversity in 25 Fachbereiche aufgeteilt, wobei die meisten Kurse die Fachbereiche Physik und Informatik abdeckten. Bemängelt wurde die geringe Nutzerzahl und die im Gegensatz zur Lernplattformen nicht spezifisch an verschiedene Lernszenarien angepasste Wiki-Software.
Wikiversity gibt es derzeit (01/2024) in folgenden 17 Sprachen: Arabisch, Chinesisch, Deutsch, Englisch, Finnisch, Französisch, Griechisch, Hindi, Italienisch, Japanisch, Koreanisch, Portugiesisch, Russisch, Schwedisch, Slowenisch, Spanisch und Tschechisch. Neue Projekte werden auf Wikiversity beta vorbereitet.

## Ziele
Auf der internationalen Koordinationsseite beta.wikiversity.org findet seit dem Start der Beta-Phase eine mehrsprachig geführte Diskussion über grundlegende Fragen zur Schwerpunktsetzung und zu den Projektrichtlinien statt. Dabei zeichnen sich schon jetzt erste Unterschiede zwischen den beiden ersten an der Beta-Phase beteiligten Sprachversionen Englisch und Deutsch ab.
Während die englischsprachige Wikiversity einen Schwerpunkt bei der Erstellung von Online-Lernmaterialien setzt und dazu auch vermehrt Materialien aus dem Schwesterprojekt Wikibooks übernimmt, zielt die deutschsprachige Wikiversity auf ein dreigegliedertes Angebot aus Lehre, Forschung und wissenschaftlichem Austausch. In der deutschsprachigen Beschreibung des Wikiversity-Projektes heißt es dazu: „Wikiversity ist eine Plattform zur gemeinschaftlichen Bearbeitung wissenschaftlicher Projekte, zum Gedankenaustausch in fachwissenschaftlichen Fragen und zur Erstellung freier Kursmaterialien … Durch Wikiversity wird es räumlich getrennten Wissenschaftlern möglich, kooperativ zu arbeiten, ohne dafür eine eigene technische Infrastruktur aufbauen zu müssen.“

## Lizenzierung
In der englischsprachigen Wikiversity werden die Beiträge unter der Creative Commons Lizenz „Namensnennung, Weitergabe unter gleichen Bedingungen“ (cc-by-sa) sowie der GNU-Lizenz für freie Dokumentation (GFDL) veröffentlicht, wie alle Wikimedia-Beiträge nach der Lizenzaktualisierung. In der deutschsprachigen Wikiversity wurden die Beiträge schon vorher ausschließlich unter der CC-by-sa-Lizenz veröffentlicht.

## Kritik
Debora Weber-Wulff, selbst ehemalige Wikiversity-Mitarbeiterin, monierte die mangelnden Standards des Projekts: Jeder könne „behaupten, etwas von Informatik zu verstehen und lehren zu wollen“. Auch sah sie Angst vor Ideendiebstahl als ein Hindernis für die freie Zusammenarbeit der Wikiversity-Benutzer.